# ديفيد غريمالدي
ديفيد غريمالدي (بالإنجليزية: David Grimaldi)‏ (19 ديسمبر 1954 في الولايات المتحدة - ) هو لاعب كرة قدم أمريكي في مركز الدفاع. لعب مع دالاس تورنايدو وMemphis Rogues ‏ وكليفلاند كوبراز ‏ وكليفلاند فورس ‏.